# Cuitzeo, Jalisco
Cuitzeo är en ort i Mexiko.   Den ligger i kommunen Poncitlán och delstaten Jalisco, i den centrala delen av landet, 400 km väster om huvudstaden Mexico City. Cuitzeo ligger 1 537 meter över havet och antalet invånare är 5 603.
Terrängen runt Cuitzeo är kuperad västerut, men österut är den platt. Runt Cuitzeo är det ganska tätbefolkat, med 207 invånare per kvadratkilometer. Närmaste större samhälle är Ocotlán, 1,8 km nordost om Cuitzeo.